# 中因泰尔维谷

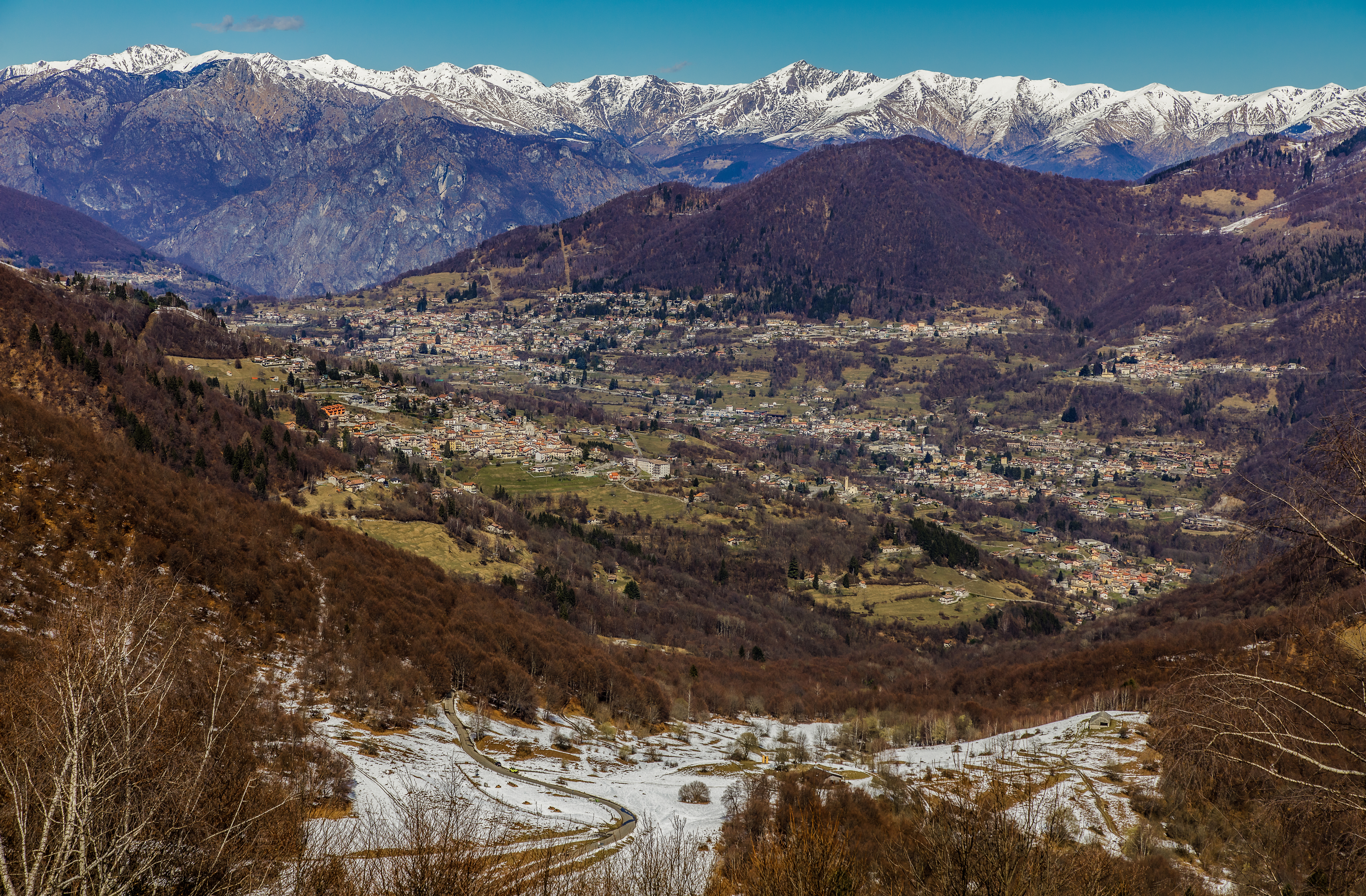
全景图

中因泰尔维谷（義大利語：Centro Valle Intelvi）是意大利伦巴第大区科莫省的市镇。面积为19.66平方公里，人口数量为3,513人（2016年）。本市镇是在2018年1月1日由卡萨斯科丁泰尔维、因泰尔维堡和圣费代莱-因泰尔维三个市镇合并而成。